# Коли а Волтурно
Коли а Волтурно (итал. Colli a Volturno) је насеље у Италији у округу Изернија, региону Молизе.
Према процени из 2011. у насељу је живело 751 становника. Насеље се налази на надморској висини од 386 м.

## Становништво
| 1936. | 1951. | 1961. | 1971. | 1981. | 1991. | 2001. | 2011. |
| ----- | ----- | ----- | ----- | ----- | ----- | ----- | ----- |
| 1.955 | 2.080 | 1.981 | 1.538 | 1.971 | 1.374 | 1.407 | 1.382 |